# Jesús Andrés Lugones Ruggeri
Jesús Andrés Lugones Ruggeri, né le 26 décembre 1991 à Mendoza, est un escrimeur argentin pratiquant l'épée.
Surprenant quart de finaliste des championnats du monde 2017, il devient champion panaméricain en individuel en 2018.

## Palmarès
- Championnats panaméricains d'escrime
  -  Médaille d'or aux championnats panaméricains d'escrime 2018 à La Havane
  -  Médaille d'argent par équipes aux championnats panaméricains d'escrime 2017 à Montréal
  -  Médaille de bronze par équipes aux championnats panaméricains d'escrime 2015 à Santiago du Chili

## Classement en fin de saison
| Année | 2012 | 2013 | 2014 | 2015 | 2016 | 2017 |
| ----- | ---- | ---- | ---- | ---- | ---- | ---- |
| Rang  | 140  | 80   | 88   | 133  | 107  | 23   |